# Stilpnochlora aztecoides
Stilpnochlora aztecoides är en insektsart som beskrevs av Emsley 1970. Stilpnochlora aztecoides ingår i släktet Stilpnochlora och familjen vårtbitare. Inga underarter finns listade i Catalogue of Life.